# Trojansk hest
En Trojansk hest (eller en trojaner) er i computerjargon et ondsindet computerprogram (også kaldet malware), der er gemt i et tilsyneladende nyttigt program, f.eks. en falsk sikkerhedsopdatering. Effekten er typisk, at der installeres en bagdør på offerets computer, sådan at "fjenden" lukkes ind bag de (virtuelle) forsvarsværker. Den mest kendte computer-trojaner er serverprogrammet Back Orifice.[kilde mangler]
Begrebet har taget sit navn efter den græske mytologi, hvor Odysseus udtænker krigslisten om den trojanske hest, hvorved fjenden lokkes til selv at lukke en tilsyneladende uskyldig hest ind bag forsvarsværkerne, hvorved en krigerisk hær slippes ind. 